# SOS homophobie
Ne doit pas être confondu avec STOP Homophobie.
SOS homophobie est une association française à but non lucratif qui lutte contre les infractions à caractère homophobe ou transphobe (discriminations, violences, etc.), et pour les droits civiques et la reconnaissance des personnes LGBTI (lesbiennes, gays, bisexuelles, trans et intersexes). Créée le 11 avril 1994, elle se compose essentiellement de membres bénévoles dans toute la France. Elle reçoit le prix têtu· de l'association de l'année 2024 à l'occasion de ses 30 ans. 

## Actions de l'association
SOS homophobie est l'une des plus anciennes associations françaises de lutte contre l'homophobie. Ses principales actions sont l'écoute et l'aide aux victimes, le militantisme et la prévention, en particulier en milieu scolaire.

### Ligne d'écoute
L'animation d'une ligne d'écoute contre les violences à caractère homophobe, qui puisse répondre spécifiquement aux problèmes de violence et de discrimination que rencontraient les homosexuels, hommes et femmes, faisait partie du projet initial de l'association. Elle est ouverte le 25 octobre 1994[réf. nécessaire] avec dix heures d'écoute par semaine et reçoit cinq cents appels la première année. Les débats en 1998 et 1999 sur le PACS, puis en 2012 et 2013 sur la loi ouvrant le mariage et l’adoption aux couples homosexuels ont entraîné une augmentation très forte du nombre de témoignages reçus par l’association (+27 % de 2011 à 2012, et +80 % l'année suivante, soit 3 500 témoignages reçus en 2013) alors qu'une baisse a été observée en 2015. 
L'association compte 60 écoutants bénévoles en 2024. Ils sont formés en une quarantaine d'heures sur trois mois en droit, aux notions autour du genre et des transidentitées et aux techniques d’écoute active. L'apprentissage comprend aussi une phase pendant laquelle les nouveaux bénévoles écoutent les appels sans intervenir elleux-mêmes, puis une phase où ils répondent aux appels en présence d'un bénévole plus aguerri. Ils font le point régulièrement sur leur expérience d'écoute avec des psychologues.

### Rapport annuel
SOS homophobie publie chaque année depuis 1997, autour du 17 mai (journée mondiale de lutte contre l'homophobie et la transphobie), son Rapport annuel sur l’homophobie. Il peut être téléchargé gratuitement sur le site de l'association. Il s’agit d’une analyse qualitative et quantitative des appels reçus sur sa ligne d'écoute pendant l’année précédente et de leur évolution au fil des ans. Le rapport est organisé en chapitres thématiques (lesbophobie, gayphobie, biphobie, transphobie, famille, travail, etc.) et contient aussi des entretiens, des extraits de témoignages anonymes et une analyse de la presse. Depuis 1999, le rapport est décrit chaque année dans la presse nationale. Les rapports publiés en mai 2017 et 2018, témoignaient d'une augmentation des témoignages concernant des actes transphobes et les agressions physiques. En 2019, c’est l’augmentation des cas de lesbophobie qui est notée.

### Prises de positions
SOS homophobie s'est engagée en faveur du PACS en 1998-1999,, du développement d'actions de prévention de l'homophobie en milieu scolaire et sportif, de l'ouverture du mariage et de l'adoption aux couples homosexuels en 2012-2013, de l'ouverture de la PMA en 2017-2018,,, et contre les mutilations des enfants intersexes.

### Prévention des LGBTIphobies en milieu scolaire

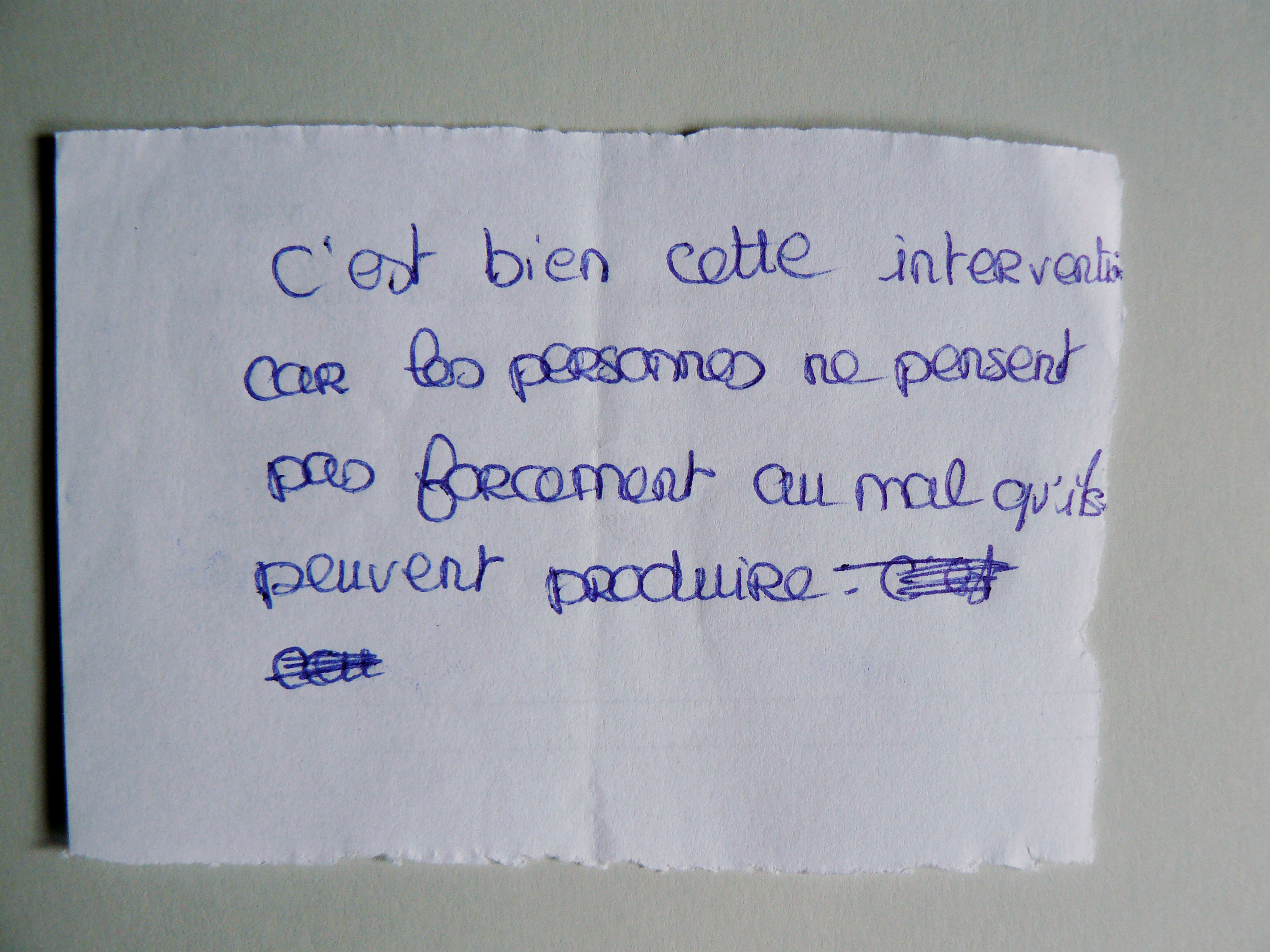
Message écrit par un ou une élève lors d'une intervention de SOS homophobie dans une classe de collège. Ces petits papiers écrits anonymement sont lus et discutés avec les élèves pendant l'intervention. Ils ont été plusieurs fois exposés,,,, ou publiés sous forme de calendrier.

SOS homophobie intervient depuis 2004 dans le cadre d'actions de prévention dans le secondaire,,,,,, ainsi que dans des centres de formation de jeunes sportifs,. Ces actions sont menées dans de nombreuses régions : Auvergne-Rhône-Alpes, Bourgogne-Franche-Comté, Centre-Val de Loire,, Île-de-France,,,,, Nord,, Nouvelle-Aquitaine,,, Occitanie, PACA,,,,, etc. SOS homophobie est agréée sur le plan national pour cela par le ministère de l'Éducation nationale au titre des associations complémentaires de l'enseignement public et par plusieurs académies (Aix-Marseille, Paris, Strasbourg…).
L'association sensibilise 20 000 à 30 000 élèves par année scolaire,. À l'antenne de France Culture à l'occasion de la Journée mondiale contre l'homophobie et la transphobie 2018, l'avocate Caroline Mecary salue cette action de SOS homophobie, expliquant que la prévention à l'école est essentielle pour lutter contre l'homophobie et la transphobie.
En 2023, SOS homophobie, le Planning Familial et Sidaction attaquent l'État devant le tribunal administratif pour faire respecter la loi de 2001, selon laquelle trois séances annuelles d’éducation à la sexualité doivent être dispensées aux élèves du primaire et du secondaire,.

#### Retrait temporaire de l'agrément ministériel en 2013
Le 3 décembre 2012, sur le fondement d'une plainte déposée en 2009 par la Confédération nationale des associations familiales catholiques, (une association co-organisatrice de la Manif pour tous), le Tribunal administratif a annulé l'agrément donné par le ministère de l'Éducation nationale au titre des associations complémentaires de l'enseignement public, considérant notamment, en prenant connaissance du module de sensibilisation mis en œuvre par l'association SOS homophobie, que les affirmations telles que « les institutions religieuses sont libres de parler à leurs adeptes mais on est en droit d'attendre d'elles qu'elles n'interviennent pas dans le débat public pour peser sur la législation » sont susceptibles de porter atteinte aux convictions religieuses et philosophiques, tant des élèves que de leurs parents ou des enseignants.
Le 4 décembre 2012, tout en « prenant acte » de la décision de justice, le ministère de l'Éducation nationale confirme sa volonté de continuer sa collaboration avec l'association et souligne que le « jugement ne remet en question ni la qualité du travail éducatif de l’association SOS homophobie, ni la nécessité d’une information en milieu scolaire sur la lutte contre les discriminations fondées sur l’orientation sexuelle et l’homophobie dont le tribunal administratif reconnaît qu’elle poursuit un but d’intérêt général. » Il confirme également que le contenu des modules de formation litigieux est en cours de révision afin de permettre à l'association de déposer une nouvelle demande d'agrément.
Cet agrément national a effectivement été rétabli le 21 mai 2013 et renouvelé en 2018ainsi qu'en 2024.

#### Retrait de l'agrément de l'académie de Versailles en 2008
Le tribunal administratif, saisi par la confédération des associations familiales catholiques des Yvelines, a prononcé en 2008 l’annulation de l’agrément de l’académie de Versailles, que l'association avait obtenu en 2004,, au motif que SOS homophobie « ne fait pas partie des associations dont les activités s'exercent au niveau local ».
Prévention des LGBTIphobies en milieu professionnel
L'association intervient aussi auprès des adultes, sous le format d'Interventions et Sensibilisations pour Adultes (ISPA). L'objectif de ces interventions est de sensibiliser les professionnels des domaines de l'entreprise, de l'éducation, de la santé, du sanitaire et social, de la justice, de la police, de la gendarmerie, et les différents acteurs sociaux (syndicats, associations, etc.) à la prise en compte des phénomènes de discrimination LGBTIphobe.

### Actions en justice

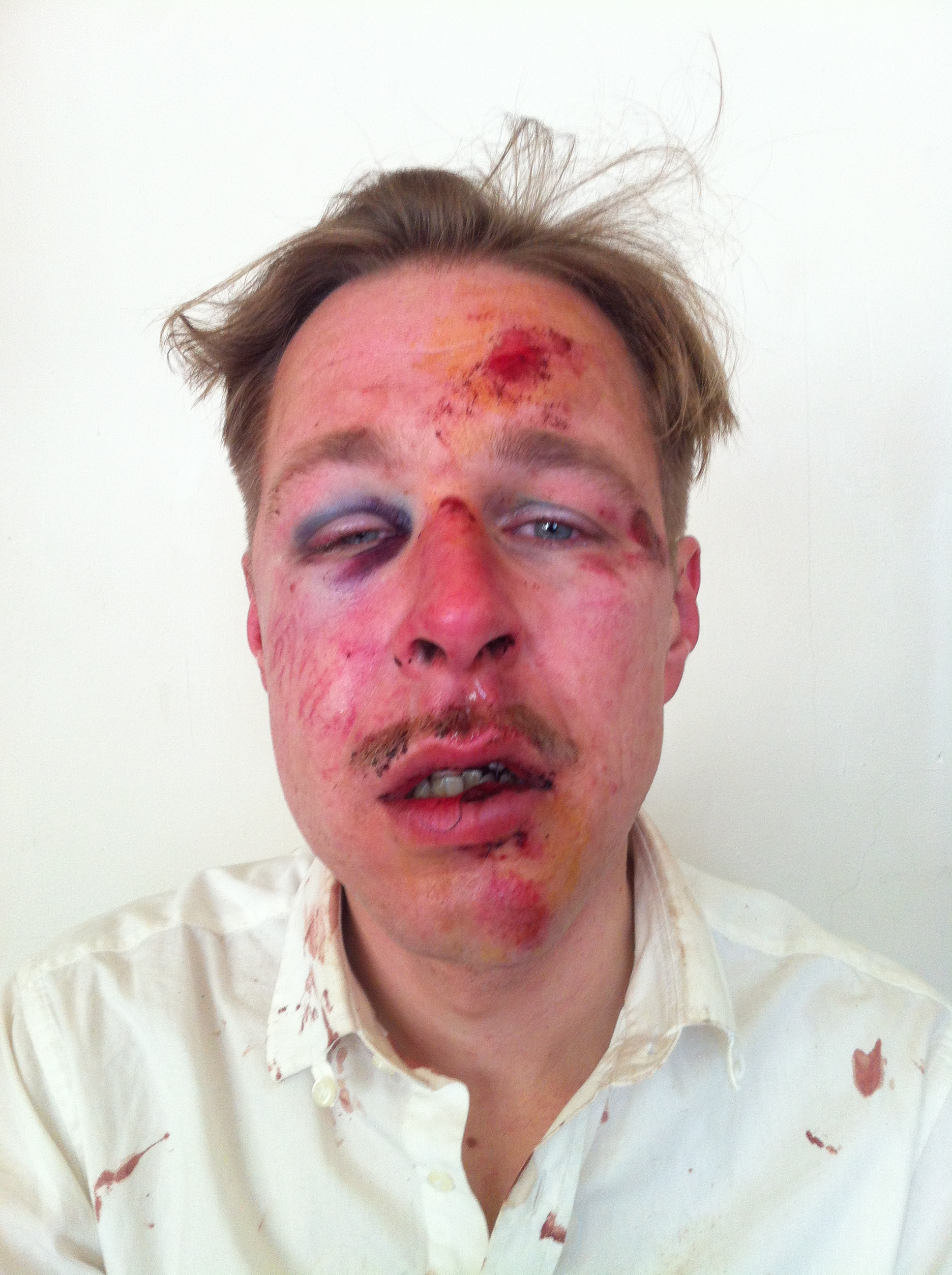
Postée sur les réseaux sociaux et reprise dans les médias, la photographie de Wilfred, agressé pendant le débat sur le mariage pour tous en France.

Ayant plus de cinq ans d’existence, l'association est habilitée à se constituer partie civile auprès de victimes d’actes homophobes. Elle le fait chaque année dans des affaires diverses.

#### Agressions physiques
- En 2018, l'association envisage de se constituer partie civile après l'agression de deux jeunes lesbiennes vendredi 9 février dans les Yvelines[75]. Elle est partie civile dans le procès des agresseurs d'un jeune homme tabassé à Toulouse en mai 2018[76]; les coupables sont condamnés à de la prison ferme. L'association se manifeste aussi pour demander l'ouverture d'une enquête à la suite de l'agression d'une personne trans à Limoges[77],[78],[79],[80].
- En 2017, SOS homophobie envisage de se constituer partie civile dans l’affaire de la séquestration et du viol à Marseille de Zak Ostmane[81]. Le caractère homophobe des violences n'a initialement pas été retenu par le parquet de Marseille[82].
- Le 3 juin 2014, les agresseurs de Wilfred et Olivier sont condamnés à des peines allant jusqu’à 30 mois de prison ferme. Ils avaient été agressés à Paris au moment des débats sur la loi sur le mariage pour tous, dans la nuit du 6 au 7 avril 2013[83]. La circonstance aggravante d’acte homophobe a été retenue[84]. La photo du visage tuméfié de Wilfred avait fait le tour du web[85].
- Les quatre agresseurs de Bruno Wiel sont condamnés le vendredi 28 janvier 2011 à des peines allant de seize à vingt ans de réclusion criminelle. L'avocat général avait parlé d'un « cas d'école des actes de barbarie », en décrivant les événements de la nuit du 19 au 20 juillet 2006, quand Bruno Viel avait été sauvagement agressé et laissé pour mort dans un parc du Val de Marne. Il avait passé quinze jours dans le coma et près de sept mois à l'hôpital[86].

#### Injure, diffamation, provocation à la haine
- En 2024, SOS homophobie porte plainte contre les deux activistes et militantes Dora Moutot et Marguerite Stern qui ont publié Transmania, un ouvrage que l'association dénonce pour les théories qu'elle juge transphobes et pour les discours haineux qu'il véhiculerait[87]
- Depuis fin 2023, l'association accompagne plusieurs victimes dans leurs recours judiciaires contre différentes Caisse primaire d'assurance maladie (Bas-Rhin, Rhône, Tarn, Isère, Seine-Saint-Denis, Haute-Vienne), et la Caisse nationale de l'assurance maladie pour leurs refus de prise en charge des soins médicaux liés au processus de transition des personnes trans[88].
- En 2019, l'association obtient la condamnation (avertissement et amende) de deux adolescents coupables de violences commises en raison de l’orientation sexuelle de la victime, et d’injure publique en raison de l’orientation sexuelle[89], et porte plainte tout en se constituant partie civile (avec l'Inter LGBT et Aides) contre Agnès Cerighelli, une militante LREM, dont les associations jugent les propos LGBTphobes[90],[91].
- En septembre 2018, SOS homophobie annonce porter plainte contre le forain Marcel Campion qui a qualifié les homosexuels de « pervers »[92].
- En août 2018, l'association annonce porter plainte contre le blogueur Bassem Braïki, qui propose de soigner les homosexuels par le cyanure[93].
- En avril 2018, SOS homophobie est partie civile dans le procès lié à l'agression verbale d'un couple gay dans un supermarché des Hauts-de-Seine[94]. La coupable est condamnée à quatre mois de prison avec sursis pour menaces de mort à caractère homophobe[95],[96].
- Le 18 décembre 2017, SOS homophobie porte plainte contre Aurane Reihanian[97], responsable des « Jeunes avec Laurent Wauquiez », qui a déclaré que les enfants conçus par PMA « ne devraient même pas exister »[98].
- En septembre 2016, SOS homophobie porte plainte contre le grand-rabbin de France Joseph Haïm Sitruk (1944-2016), sans constitution de partie civile, pour « incitation au crime en raison de l’orientation sexuelle »[99]. Celui ci avait déclaré en juin 2016 à propos de la Marche des fiertés qui se déroulait à Tel Aviv : « Israël, par cette manifestation, se trouve rabaissée au rang le plus vil. Je n'hésite pas à qualifier cette initiative de tentative d'extermination morale du peuple d'Israël. J'espère que les auditeurs écouteront mon appel au secours et réagiront de façon radicale à une telle abomination »[100].
- Le mardi 20 mai 2014, l'hebdomadaire Minute est condamné à 4 000 € d'amende et à 3 000 € de dommages et intérêts pour avoir titré le 11 juillet 2012 « Mariage homo : bientôt ils vont pouvoir s'enfiler… la bague au doigt » et « Sida : malgré les risques ils vont vous donner leur sang ». Le tribunal a estimé que le « jeu de mots vulgaire sur la sodomie » constituait une injure et que la phrase sur le sida pouvait créer « un sentiment de rejet à l'égard des personnes homosexuelles présumées dangereuses et aux actes potentiellement mortifères » qui constituait une provocation à la haine[101].
- Le 24 janvier 2006, le député UMP Christian Vanneste écope de 3 000 euros d'amende pour « injure envers les homosexuels » (condamnation confirmée en appel le 25 janvier 2007). Il avait affirmé en janvier 2005 que l'homosexualité était « inférieure » à l'hétérosexualité, et « dangereuse pour l'humanité »[102].

#### Discrimination à raison de l’orientation sexuelle
- En 2015, le Tribunal correctionnel de Marseille condamne Sabrina Hout, adjointe de Samia Ghali à la ville de Marseille, à cinq mois de prison avec sursis et à verser 150 € de dommages et intérêts aux associations de la partie civile et 1 200 € à chacune des deux femmes dont elle avait refusé de célébrer le mariage en août 2014. La peine est inscrite au casier judiciaire. Sabrina Hout avait invoqué sa religion pour demander à un autre élu d’officier à sa place, puis tenté de se couvrir en signant le registre des mariages et le livret de famille[103],[104]. L'élue avait initialement été convoquée par le procureur de la République de Marseille pour un rappel à la loi[105] ce qui avait conduit Maître Eolas à ironiser sur twitter : « Un rappel à la loi pour un crime ? À Marseille, c'est possible… (faux en écriture publique aggravé) ».

### Lutte contre l'homophobie sur internet
SOS homophobie est partenaire de plusieurs réseaux sociaux, dont Twitter qui lui permet depuis 2013 de signaler de manière prioritaire des contenus qu'elle estime illégaux,. Mais en mai 2016, SOS Racisme, SOS homophobie et l’Union des étudiants juifs de France (UEJF) révèlent le résultat d'un « testing » des pratiques de modération sur Twitter, YouTube et Facebook, démontrant qu'une infime minorité des contenus haineux signalés est supprimée. Twitter est le pire réseau testé, avec seulement huit messages supprimés sur les 205 signalés. Les associations menacent de poursuivre les trois réseaux sociaux qui réagissent en signant un « code de conduite » devant la Commission européenne. Elles reviennent sur leur intention en juillet 2017, après avoir constaté que Twitter a réalisé « des progrès indéniables » dans la modération des contenus.
L'association annonce une action en justice contre Twitter en 2020, à la suite d’un testing réalisé à nouveau avec l'UEJF et SOS Racisme,. En octobre 2020, le tribunal ordonne une médiation, qui échoue.

### Autres actions
En 2004, lors de la conférence de presse organisée pour les 10 ans de l'association, SOS homophobie décerne des « Noix de l'homophobie » à trois personnalités s'étant illustrées entre 1994 et 2004 par des propos ou des comportements homophobes. Les internautes peuvent alors voter sur le site web de l'association. Trois prix sont remis, la Noix d'Or, à Edwige Antier, d'Argent à Pierre Lellouche et de Bronze à Christine Boutin.
Depuis 2015, SOS homophobie organise à Paris des cours d'autodéfense non mixtes, réservés aux femmes et aux personnes trans et non binaires.
L'association a été missionnée (avec AIDES et le Groupe SOS) par Michèle Delaunay en 2013 pour rédiger à un rapport sur le vieillissement des personnes LGBT et des personnes vivant avec le VIH.

## Liste des présidents
- 1994-1995 : Laurent Mulheisem
- 1995-1998 : Gilles Condoris[4]
- 1998-2003 : Christine Le Doaré
- 2003-2005 : Ronan Rosec[118]
- 2005-2006 : Julien Picquart
- 2006-2007 : Flannan Obé[119]
- 2007-2009 : Jacques Lizé[120] (avec Marion Le Moine en 2008)
- 2009-2012 : Bartholomé Girard[121]
- 2012-2014 : Elisabeth Ronzier[122]
- 2014-2016 : Yohann Roszéwitch[123]
- 2016-2017 : Gilles Dehais[124]
- 2017-2019 : Joël Deumier[125],[126] et Véronique Godet (vice-présidente)[127],[128]
- 2019-2020 : Véronique Godet[129] et Jérémy Falédam[130] (coprésidence)
- 2020-2021 : David Malazoué[131]
- 2021-2023 : Lucile Jomat[132]
- 2023-2024 : Véronique Godet & Joël Deumier (coprésidence)[133]
- 2024-présent : Julia Torlet [134]

Dans le magazine féministe Cheek, une ancienne membre regrette en 2018 que « dans toute l’histoire de SOS homophobie, il n’y a eu que deux femmes présidentes. »

## Fonctionnement

### Subventions publiques
SOS homophobie est subventionnée par la mairie de Paris. Elle touche également des subventions plus ponctuelles, comme 40 000 euros en 2014 de la part du ministère de l'Éducation nationale pour une campagne de communication sur sa ligne d'écoute.

### Activité de lobbying auprès de l'Assemblée nationale
SOS homophobie est inscrit comme représentant d'intérêts auprès de l'Assemblée nationale. L'association déclare à ce titre sans préciser la date du dernier exercice comptable un budget global de 127 000 euros, dont 32 000 euros de financement public, et indique que les coûts annuels liés aux activités directes de représentation d'intérêts auprès du Parlement sont inférieurs à 10 000 euros,[réf. nécessaire].